# Abbaye Sainte-Marie de Trèves
L’abbaye Sainte-Marie, Sancta Maria ad ripa ou, à partir du XIIe siècle, St. Maria ad martyres est une ancienne abbaye bénédictine à Trèves, dans le Land de Rhénanie-Palatinat et le diocèse de Trèves.

## Histoire
Au VIIe siècle, les bénédictins construisent un monastère face à la Moselle. Jusqu'en 975 au moins, derrière l'autel principal de l'église abbatiale, se trouvent les ossements de Béat de Trèves (de), décédé au VIIe siècle.
En avril 882, lors des pillages des Vikings, l'abbaye est gravement endommagée. Au Xe siècle, des chanoines vivent dans l'abbaye.
De 1006 à 1015, il y a la "faide de la Moselle", une dispute pour le siège épiscopal de l’archevêché de Trèves. Bien que l'archevêque Mégingaud (de) soit confirmé par le pape, l'adversaire Adalbéron de Luxembourg (de) reste à Trèves pendant neuf ans. Il chasse les moines du monastère épiscopal de Sainte-Marie et les remplace par des chanoines. Ce n’est qu’après la mort de Mégingaud qu’un accord entre les parties est conclu. En 1017, Poppon devient évêque de Trèves. Presque immédiatement après, Poppon fait reconstruire le monastère et, la même année, les moines peuvent retourner à Sainte-Marie. Poppon fait transférer les ossements de Béat dans un monastère en face de Coblence, qui deviendra plus tard la chartreuse de Coblence.
Au XIIe siècle l'Abbaye Sainte-Marie prend en réponse au culte généralisé des saints le nom de Sancta Maria ad martyres. Le monastère prospère et est un temps plus riche que l'abbaye voisine de Saint-Martin. Au XIVe siècle, cependant, les difficultés économiques commencent.
Après avoir été détruite, l'abbaye est reconstruite à deux reprises, l'une après avoir été ravagé en 1675 par les troupes d'occupation françaises du comte de Vignory, comme tous les monastères étaient situés à l'extérieur des portes de Trèves. Enfin, l'abbaye est dissoute sous Napoléon. De 1804 à 1807, l’église abbatiale et des parties du monastère sont démolies. L'aile est restante (l'arrière du monastère) a été utilisée après le congrès de Vienne à Trèves et abrite l'armée prussienne.
Après la Première Guerre mondiale, les militaires quittent le bâtiment. Après la Seconde Guerre mondiale, les Français basés à Trèves utilisent le bâtiment comme locaux de stockage. Les pommes de terre, moyen de paiement des impôts des agriculteurs de la région, sont mises dans le sous-sol. Dans les années 1950 et 1960, l'ensemble du bâtiment n'est plus utilisé et il se dégrade de plus en plus.
Le 9 mai 1972, la Verein Exzellenzhaus est fondée par des jeunes, dont Helmut Schröer (de), plus tard maire de Trèves, en tant que centre de jeunesse autonome, qui se consacre aujourd'hui principalement à la culture des jeunes. L'ancien bâtiment du monastère est transformé par la ville de Trèves en "maison de l'excellence (de)", généralement abrégée en "ExHaus". En 1980, la partie sud est fermée pour péril. À partir de 1983, le bâtiment est progressivement rénové.